# Poletne olimpijske igre 1916
Poletne olimpijske igre 1916 (uradno Igre VI. olimpijade) so bile načrtovane poletne olimpijske igre, ki naj bi potekale leta 1916 v Berlinu (Nemško cesarstvo), toda so odpadle zaradi prve svetovne vojne.